# Pojoči pesek
Pojoči pesek, žvižgajoči pesek ali lajajoči pesek je pesek, ki ustvarja zvok. Lahko je  posledica vetra, ki piha čez sipine, ali hoje po pesku. 
Nekateri pogoji, ki morajo biti izpolnjeni, da pesek zapoje, so: 
1. peščena zrna morajo biti okrogla in premera med 0,1 in 0,5 mm,
2. pesek mora vsebovati silicijev dioksid,
3. pesek mora biti vlažen.

Najpogostejša frekvenca zvoka, ki ga oddaja pesek, je blizu 450 Hz. 
O pojočem pesku so različne teorije. Nekateri menijo, da je zvočna frekvenca odvisna od strižnih hitrosti. Drugi menijo, da je frekvenca vibracij povezana z debelino suhe površinske plasti peska. Zvočni valovi se odbijajo nazaj in potujejo med površino sipin in površino vlažnega sloja, ki ustvarja resonanco in povečuje zvok. Zvok morda nastane zaradi trenja med zrni ali stiskanja zraka med njimi.
Drugi zvoki, ki jih lahko oddaja gibajoči pesek, so opisani kot "rjovenje" ali "tuljenje". 
Zvok sipine med 60 in 105 Hz je odvisen od hitrosti trka na strižnem pasu, ki ločuje plaz od statičnega dela sipine. Za spontane plazove je frekvenca odvisna od gravitacije in velikosti zrn peska.

## V sipinah
Zvok pojočih peščenih sipin lahko opišemo kot bučanje, tuljenje, škripanje ali "pesem sipine". To je naraven pojav zvoka, močnega do 105 decibelov, ki lahko traja nekaj minut in se pojavlja na približno 35 puščavskih krajih po vsem svetu. Zvok je podoben vpitju, je globok, hrumeč in izvira iz srpaste sipine ali barhana. Zvok spremlja rušenje ali plazovito gibanje peska, ki ga navadno sproži veter, ki piha čez sipine, ali nekdo, ki hodi blizu grebena. 
Pojoči peščeni sipini sta Kelso in Eureka v Kaliforniji, plaže sladkornega peska (izredno fin mineralni pesek, zmešan z velikim deležem organskih granul) in sipine Warren v jugozahodnem Michiganu, Peščene gore (Sand Mountain) v Nevadi, Doneče sipine v puščavi Namib v Afriki, Porth Oer (znan tudi kot žvižgajoči pesek) v bližini Aberdarona v Walesu, sipine Indiana v Indiani; Lajajoča puščava (Barking Sands) na Havajih, Mingša Šan v Dunhuangu na Kitajskem, pojoča plaža v Manchester-by-the-Sea, Massachusetts, v bližini oporišča Udeid Air zahodno od Dohe v Katarju in Gebel Naqous v bližini Tora, južni Sinaj, Egipt.

## Na plažah
Na nekaterih plažah po vsem svetu daje suh pesek zvoke, podobne petju, škripanju, žvižganju ali lajanju, če močno podrsamo z nogami.  Pojav znanstveno ni povsem pojasnjen, vendar je ugotovljeno, da mora biti kremenčev pesek, zrna pa zelo okrogla in visoko sferna.  Nekateri verjamejo, da morajo biti zrna peska podobne velikosti, tako da se pesek lahko dobro razporeja po smeri vetra in valovih ter da morajo biti zrna skoraj okrogla in ne smejo imeti prašnih ali drugih delcev ali organskih primesi. "Petje" ali zvok naj bi naredil strig, ko se vsaka plast zrn peska drsa nad slojem pod njim. Že majhne količine onesnaženja peščenih zrn zmanjšujejo trenje, kar je dovolj, da se pesek utiša.  
Drugi menijo, da zvok nastaja zaradi trenja zrnja med seboj, ker so prekrita s suho soljo tako, kot ko kolofonija na violinskem loku ustvarja zvoke iz violine. Razmišljajo tudi, da tanke plasti plina, ujete in izpuščene med zrni, delujejo kot "udarne blazine", kar povzroča vibriranje in s tem zvok. 
Ne poje vsak pesek enako. Zvoki imajo širok frekvenčni razpon in so lahko različni pri vsaki vrsti peska. Fini pesek, ko so zrna komaj vidna s prostim očesom, ustvarjajo slab zvok, kot slabo zveneče lajanje. Srednje velika zrna lahko oddajajo različne zvoke, od rahlega škripanja ali visokofrekvenčnih zvokov do dobrega in najglasnejšega lajanja, ko navdušeno praska. 
Voda prav tako vpliva na učinek. Moker pesek je običajno tiho, ker se zrna zlepijo, namesto drsijo drug mimo drugega, vendar majhne količine vode lahko dvignejo jakost zvokov. Najpogostejši del plaže, na kateri lahko slišimo pojoči pesek, je suh zgornji del nad črto normalno visoke plime, redkeje na nižjem delu plaže v bližini črte osek. 
O pojočem pesku so poročali s 33 plaž na Britanskem otočju, tudi na severu Walesa in na majhnem otoku Eigg v škotskih Hebridih. Poročali so tudi o številnih plažah vzdolž severnoameriške atlantske obale. Pojoči pesek je mogoče najti na Sourisu, na vzhodni konici Otoka princa Edvarda, na Pojoči plaži v kotlini regionalnega parka Head, v Manchester-by-the-Sea, Massachusetts kakor tudi v sveži vodi jezera Superior  in jezera Michigan  ter drugje. 